# Moïse Haissinsky
Moïse Haissinsky est un physicien et radiochimiste franco-ukrainien né le 4 novembre 1898 à Tarachtcha en Ukraine et mort le 10 février 1976 à Paris.

## Biographie
Il est arrivé au Laboratoire Curie en 1930, a collaboré avec Marie Curie, puis est devenu directeur scientifique au CNRS et professeur de radiologie à la Faculté des sciences de Paris de 1957 à 1962. 
Il a publié de nombreux ouvrages de physique et de chimie en français ainsi qu'en anglais. Il a notamment travaillé sur le protactinium.
Il est le père du physicien Jacques Haissinsky.

## Publications
- L'atomistique moderne et la chimie (préf. Paul Langevin), 1932.
- Les radiocolloïdes, Paris, Hermann, 1934.
- Le polonium, Paris, Hermann, 1937.
- Électrochimie des substances radioactives et des solutions extrêmement diluées, 1946.
- Effet Szilárd-Chalmers (en) : Transformations chimiques accompagnant les réactions nucléaires, 1949.
- L'état actuel du système périodique des éléments chimiques, 1951.
- Moïse Hassinsky et Michael Lederer, Progrès récents de la chromatographie, 1952.
- Actions chimiques et biologiques des radiations, dirigé par Moïse Haissinsky, 1955.
- Irène Joliot-Curie, Les Lettres françaises, 1956.
- La chimie nucléaire et ses applications, 1957.
- Actions chimiques provoquées par les processus et les rayonnements nucléaires, 1960.
- Constantes sélectionnées : rendements radiolytiques, Pergamon Press, 1961.
- Moïse Haissinsky (dir.) et Paul Pascal (dir.), Nouveau traité de chimie minérale, Paris, Masson, 1962.
- Moïse Hassinsky et Michel Maga, Tables de constantes et données numériques, 1963.
- Viktor Kondratiev (préf. Moïse Hassinsky), La structure des atomes et des molécules, Paris, Masson, 1964.
- (en) Moïse Hassinsky et J.-P. Adloff, Radiochemical Survey of the Elements Principal Characteristics and Applications of the Elements and Their Isotopes, 1965.
- Le Laboratoire Curie et son apport aux sciences nucléaires, 1971.